# Eugène Grasset
Eugène Grasset (teljes nevén  Eugène Samuel Grasset) (Lausanne, 1845. május 25. – Sceaux (Hauts-de-Seine), 1917. október 23.) francia iparművész, az Art nouveau meghatározó plakátművésze. A 20. század elején új lendületet kapott iparművészetnek egyik zseniális reprezentánsa és szenvedélyes propagálója volt.

## Életpályája
Grasset a svájci Lausanne-ban született. Születési évét néhol 1841-ként tüntetik fel. François Bociontól tanult rajzolni. 1861-től Zürichben tanult építészetet. Tanulmányainak befejezése után Egyiptomban tett látogatást. Az egyiptomi művészeten kívül a japán művészet is inspirálta őt. 1869 és 1870 között Grasset festőként és szobrászként dolgozott Lausanne-ban. 1871-ben Párizsba költözött, ahol bútorokat, szöveteket és kárpitokat, valamint kerámiát és ékszereket tervezett. Dekoratív darabjai elefántcsontból, aranyból és más értékes anyagokból készültek egyedi kombinációkban.
1877-től Eugène Grasset  grafikai tervezéssel foglalkozott – például képeslapokat és postabélyegeket tervezett mind Franciaországban, mind Svájcban. A modern plakátművészet megalapozójává vált – különösen híres Sarah Bernhardtot Jeanne d’Arc szerepében ábrázoló litográfiája. 1890-ben Grasset tervezte a szótárairól nevezetes Éditions Larousse emblémáját, amely egy pitypang virágzatát szétfújó alakot ábrázol, ezzel jelképezve azt, hogy a tudás a szélrózsa minden irányában terjed. 
Az 1880-1890-es években Grasset számos megbízást kapott Egyesült Államok-beli megrendelőktől. 
Grasset 1899 és 1903 között tanított  Párizsban, több iskolában is. Nevezetes tanítványai voltak Paul Berthon, Georges Bourgeot, Paul Follow, Marcelle Gaudin, Augusto Giacometti, Arsène Herbinier, Anna Martin, Mathurin Méheut, Juliette Milési, Otto Ernst Schmidt, Auguste Silice, Maurice Pillard Verneuil, Aline Poitevin, Pierre Selmersheim, Camille Gabriel Schlumberger, Eliseu Visconti és Philippe Wolfers.

## Művészete
Rendkívül sokoldalú, ötletes illusztrátor (Le Petit Nab. Histoire des quatre Fila Aymon). A Paris Illustré munkatársa volt. Bútorokat, szőnyegeket, kandallókat, ékszereket, rácsmunkákat, könyvborítókat, bélyegeket tervezett. Üvegfestményei a párizsi Kereskedelmi Csarnokot, az orleans-i katedrálist díszítik. Az akvarelleken, miniatűrökön kívül pár szép vászna: A Szajna az Institutnál, Druida múzsa stb. Mint építész ő tervezte a párizsi Hotel Dumas-t és Lausanne egyik köztéri kútját. Rajzban Doré, dekorációkban főleg Viollet-le-Duc hatott rá.

## Emlékezete
Lausanne-ban utca őrzi a nevét (Chemin Eugène-Grasset). 

## Díjai, elismerései
A Francia Köztársaság Becsületrendjének tisztje.

## Képgaléria

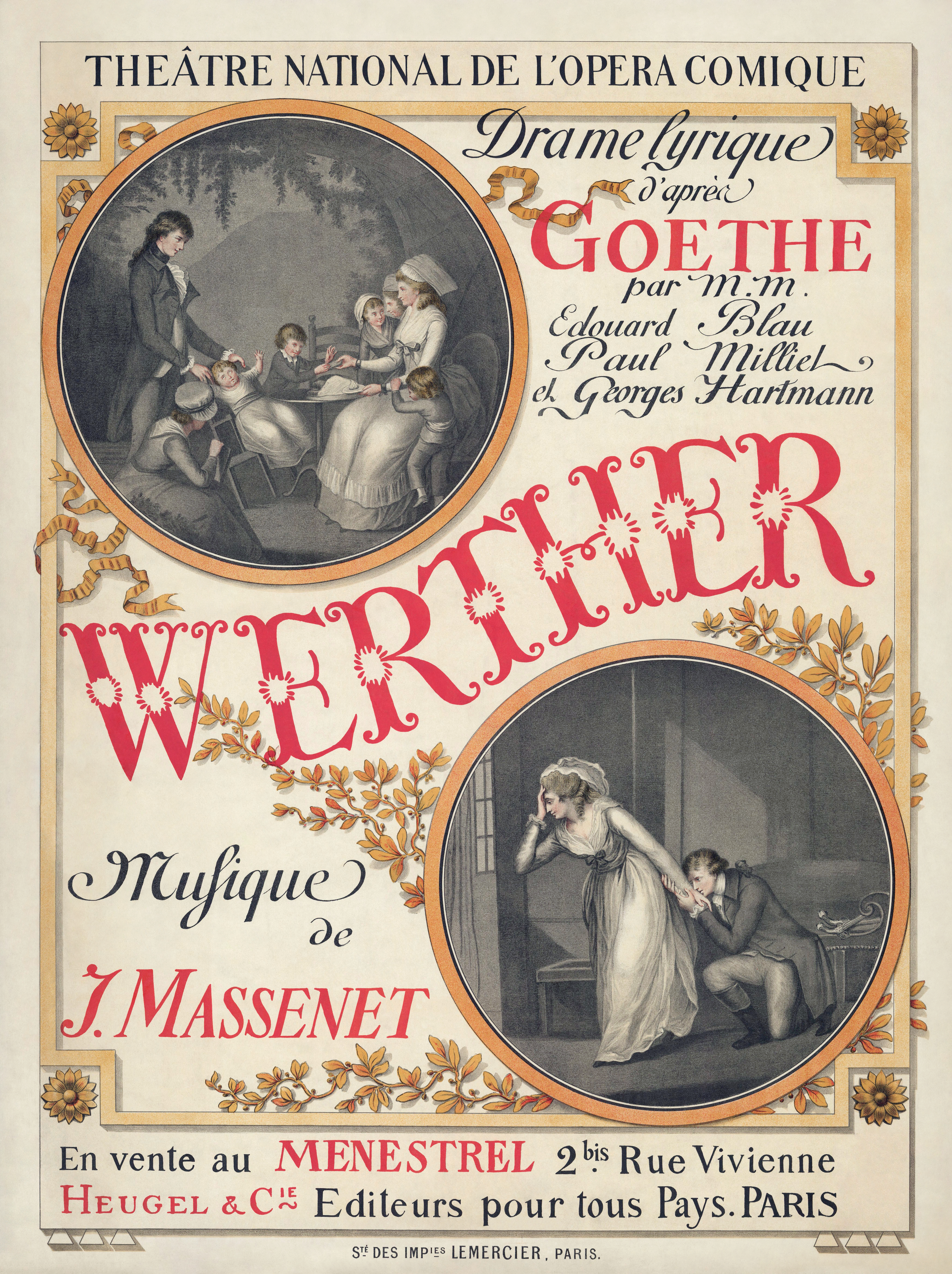
Jules Massenet Wertherének plakátja (1893)
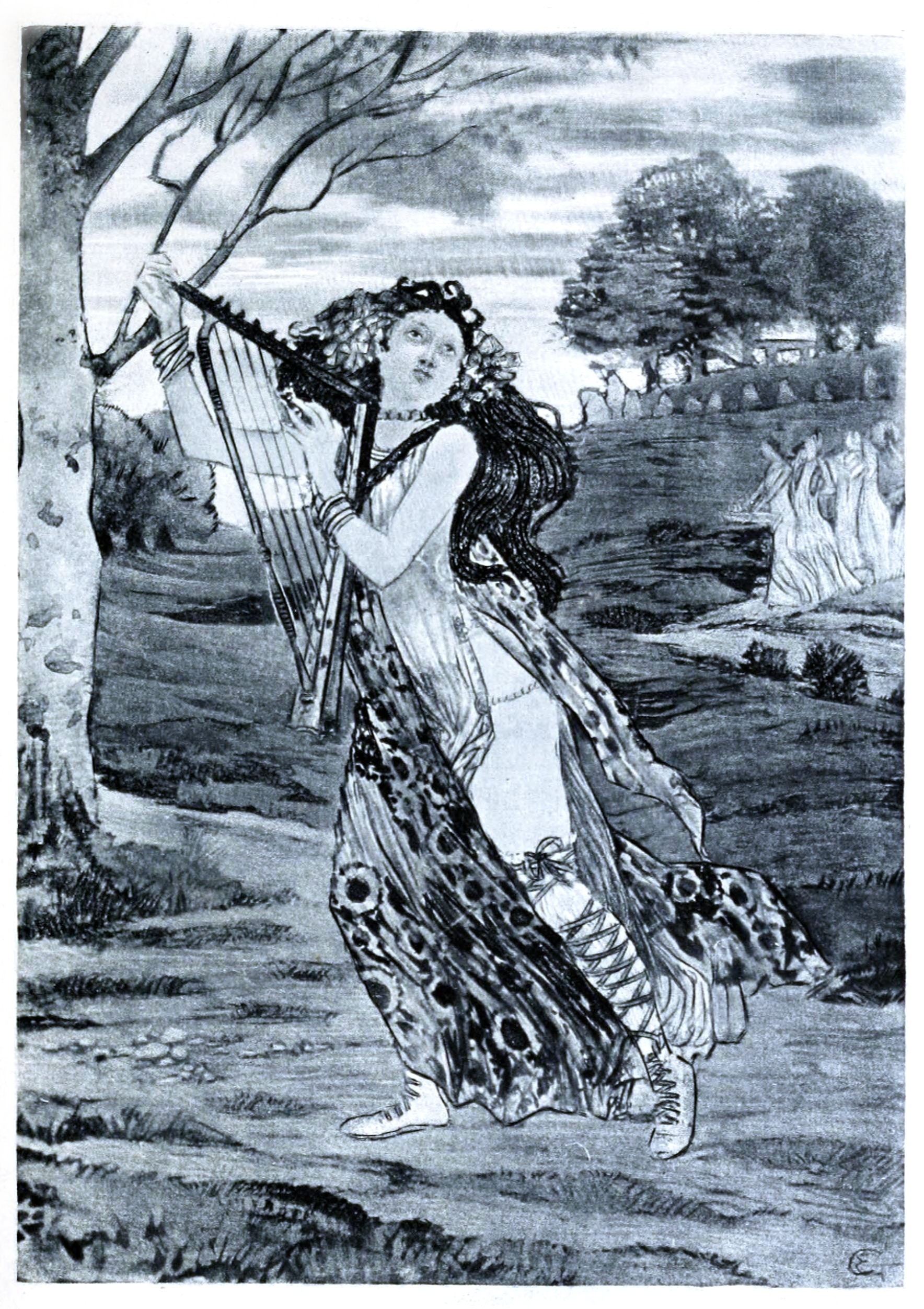
Druida múzsa
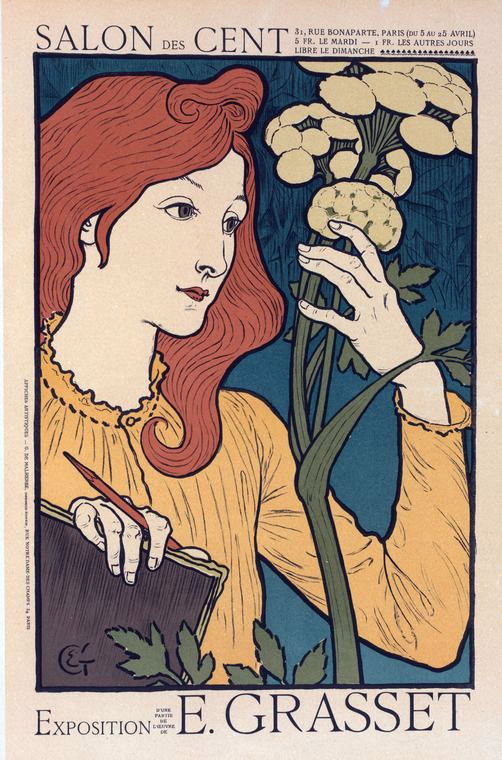
A második Salon des Cent plakátja (1894 április)